# Bronisław Kostkowski
Blahoslavený Bronisław Kostkowski (11. března 1915, Słupsk – 27. září 1942, koncentrační tábor Dachau) byl polský římskokatolický bohoslovec, připravující se ke kněžství. Stal se obětí nacistického pronásledování katolické církve a je uctíván jako blahoslavený mučedník.

## Život
Pocházel z rodiny původně usazené nedaleko Chełmna, která se krátce po jeho narození přestěhovala do Bydhošti. Od října roku 1936 studoval bohosloví v kněžském semináři ve Włocławku. O tři roky později přijal nižší svěcení a postoupil k dalšímu studiu. Mezitím však již vypukla druhá světová válka.
Dne 7. listopadu 1939 byl zatčen włocławský pomocný biskup bl. Michał Kozal, spolu s ním rektor semináře Franciszek Korczyński a 22 bohoslovců. Mezi nimi i Bronisław Kostkowski. Byli uvězněni ve velice ubohých podmínkách. Bohoslovcům bylo nabídnuto propuštění, pod podmínkou zřeknutí se dalšího studia a tím i budoucího kněžství. Bronisław Kostkowski takovou nabídku odmítl a byl tedy internován ve zrušeném cisterciáckém opatství v Lądu. Odtud byl transportován do koncentračního tábora Sachsenhausen a 14. prosince 1940 převezen do Dachau. Zde byl zaevidován pod číslem 22828. V jednom z dopisů napsal svým rodičům:
„Raději přijmu smrt, než abych se zpronevěřil povolání, které mi Bůh dal.“

## Beatifikace
Zemřel vyčerpáním 27. září 1942. Beatifikován byl papežem sv. Janem Pavlem II. 13. června roku 1999 ve skupině 108 polských mučedníků z období druhé světové války.